# 庫拉申齊 (基輔州)
50°33′1″N 31°12′33″E / 50.55028°N 31.20917°E
庫拉任齊（烏克蘭語：Кулажинці）是位於烏克蘭北部的村莊，由基辅州布羅瓦里區的大季梅爾卡市鎮負責管轄。該村始建於857年，面積1.92平方公里，海拔高度104米，2001年人口334，人口密度每平方公里174人。